# Hof van Twente
Hof van Twente là một đô thị thủ phủ tỉnh Overijssel phía đông Hà Lan. 

## Lịch sử
Goor (tiếng Hà Lan nghĩa là: thấp, đầm lầy đất) đạt được quyền thành phố năm 1263. Một thành phố quan trọng, tuy nhiên, nó không bao giờ trở thành. "Drost" (một loại thị trưởng) của vùng Twente, người cai trị khu vực này thay cho giám mục của Utrecht, đã có thời gian ở Goor thời Trung cổ. Trong khu vực xung quanh, có một số lâu đài được xây dựng, trong đó có ngôi nhà của gia đình Heeckeren quan trọng vào năm 1412. Goor có một bến cảng nhỏ dọc theo sông Regge (chảy tới Vecht gần Ommen), nhưng khi kênh Twente mở cửa vào năm 1936, Cảng công nghiệp mới được xây dựng ở đó. Nhà máy Eternit, nơi sản xuất vật liệu xây dựng có chứa amiăng, đã đưa Goor vào tình trạng không thành. Trong nhiều thập kỷ, tất cả mọi người trong Goor được phép sử dụng chất thải từ sản xuất có chứa amiăng để mở đường cho con đường của họ. Không sớm hơn khoảng năm 1990, tại Goor đã được biết rằng đặc biệt là các hạt nhỏ của vật liệu này có thể gây ung thư. Ở phần lớn thành phố, đất phải được loại bỏ và được làm sạch hoặc thay thế bằng vật liệu không bị ô nhiễm.
Delden đạt được quyền thành phố vào năm 1333. Trung tâm hình tròn của nó được bao quanh bởi các bức tường bằng đất. Nó được thành lập nhờ lâu đài Twickel, nằm cách delden chưa đầy một dặm. Lâu đài này, có dạng hiện tại từ thế kỷ 17, vẫn còn tồn tại bởi một gia đình quý tộc người Đức (Zu Castell - Rüdenhausen). Năm 1886, gần muối lâu đài này được phát hiện dưới mặt đất. Điều này dẫn đến việc thăm dò vật liệu này, vẫn còn đang diễn ra ở thành phố Hengelo gần đó.
Tại Markelo, các khu vực tiền sử "tumuli", chứa mộ đã được khai quật.